# Сіллі
Сі́ллі (англ. Isles of Scilly, корн. Enesek Syllan) — невеликий архіпелаг за 45 км на південний захід від графства Корнуолл, до якого відноситься адміністративно, хоча має особливий статус Sui generis та місцеву Раду.

## Короткий опис
Площа архіпелагу 16,03 км², з них лише 5 островів мають площу понад 1 км², лише вони населені. Решта понад 50 — необжиті або скелі.
Населення — 2153 осіб (2001), з них 1068 проживають у Г'ютауні на найбільшому острові Сент-Меррі.
Архіпелаг є найзахіднішою та найпівденнішою точкою Англії, а також найпівденнішою точкою Великої Британії.
На островах Сіллі не розвинена промисловість, основна галузь економіки — туризм. Архіпелаг також приваблює любителів дайвінгу. Тут розвинене садівництво, особливо розведення квітів.

## Основні острови
| Острів                                                          | Населення (перепис 2001) | Площа км² | Центр       |
| --------------------------------------------------------------- | ------------------------ | --------- | ----------- |
| Сент-Меррі (St Mary's)                                          | 1666                     | 6,29      | Г'ютаун     |
| Треско (Tresco)                                                 | 180                      | 2,97      | Нью-Ґрімсбі |
| Сент-Мартін (St Martin's) з островом Вайт Айленд (White Island) | 142                      | 2,37      | Гайєртаун   |
| Сент-Агнес (St Agnes) з островом Ґ'ю (Gugh)                     | 70                       | 1,48      | Мідлтаун    |
| Браєр (Bryher) з островом Ґвіл (Gweal)                          | 92                       | 1,32      | Браєр       |
| Самсон (Samson)                                                 | —                        | 0,38      |             |
| Аннет (Annet)                                                   | —                        | 0,21      |             |
| Сент-Гелен                                                      | —                        | 0,20      |             |
| Тіін                                                            | —                        | 0,16      |             |
| Великий Ганіллі (Great Ganilly)                                 | —                        | 0,13      |             |
| решта 140 островів                                              | —                        | 0,50      |             |
| Разом                                                           | 2153                     | 16,03     | Г'ютаун     |

Острів Самсон до 1855 року був заселений.

## Інші острови
Загалом архіпелаг нараховує близько 140 островів та скель. Десяток великих островів заселені або ж мають тимчасові споруди чи комунікації. 
Всі решта островів малі за площею, найвідоміші з яких: Кребінікс (Crebinicks), Ретаррі-Леджес (Retarrier Ledges), Ґанненс (Gunnens), Зантманз-Рок (Zantman`s Rock), Крим-Рокс (Crim Rocks), Малий Кребаветен (Little Crebawethen), Ґілстоун (Gilstone), Джолі-Рок (Jolly Rock), Коднорз-Рок (Codnors Rock), Великий Кребаветен (Great Crebawethen), Джекіз-Рок (Jacky`s Rock), Пондз-Брау (Ponds Brow), Сілвер-Карн (Silver Carn), Вестерн-Рокс (Western Rocks), Роузвіер (Rosevear), Роузвін (Rosevean), Дейзі (Daisy), Педнатайз-Гед (Pednathise Head), Ґорріґан (Gorregan), Тренемен (Trenemene), Манкой (Muncoy), Ісінвранк (Isinvrank), Бразерс (Brothers), Геллвезерс (Hellweathers), Ранніз (Ranneys), Великий Сміт (Great Smith), Гейкокс (Haycocks), Мінманует (Minmanueth), Аннет-Гед (Annet Head), Бернт-Айленд (Burnt Island), Летеґус-Рокс (Lethegus Rocks), Великий Вінглтанг (Great Wingletang), Г'ю (острів) (Gugh), Те-Бов (The Bow), Кіттерн-Рок (Kittern Rock), Горз-Пойнт (Horse Point), Гоу-Пойнт (Hoe Point), Дропноуз-Пойнт (Dropnose Point), Ґілстон (Gilstone), Пенінніз-Гед (Peninnis Head), Толлз-Айленд (Toll`s Island), Тейлорс-Айленд (Taylor`s Island), Пікед-Рок (Peaked Rock), Кастінікс (Castinicks), Біґал (Bigal), Малий Міналто (Little Minalto), Великий Міналто (Great Minalto), Мінкарло (Mincarlo), Вайт-Айленд (White Island), Те-Гаррісон (The Garrison), Ньюмен (Newman), Піер (Pier), Іннер-Гед (Inner Head), Врас (Wras), Ньюфаундленд-Пойнт (Newfoundland Point), Ньюфорд-Айленд (Newford Island),  Лонг-Ледж (Long Ledge), Саутворд-Велл (Southword Well), Нат-Рок (Nut Rock), Ґрін-Айленд (Green Island), Стоуні-Айленд (Stony Island), Єллоу-Рок (Yellow Rock), Паффін-Айленд (Puffin Island), Те-Мер (The Mare), Кроу-Рок (Crow Rock), Кроу-Пойнт (Crow Point), Скерт-Айленд (Skirt Island), Іллісвілґіґ (Illiswilgig), Еплтрі-Пойнт (Appletree Point), Мейден-Бавер (Maiden Bower), Сіл-Рок (Seal Rock), Блек-Рокс (Blak Rocks),  Ґалф-Рок (Gulf Rock), Меррік-Айленд (Merrick Island), Сіллі-Рок (Scilly Rock), Ґвіл (Gweal), Великий Гай-Рок (Great High Rock), Шіпмен-Гед (Shipman Head), Кеттл (Kettle), Пайперз-Гоул (Piper`s Hole), Нортветел (Northwethel), Нортвард (Northward), Норрард (Norrard), Ґолден-Болл (Golden Ball), Мен-е-Вор (Men-a-Vaur), Іннісіджен (Innisidgen), Раунд-Айленд (Round Island), Тіен (Tean), Олд-Мен (Old Man), Гедж-Рок (Hedge Rock), Пенброуз (Pednbrose), Пламб-Айленд (Plumb Island), Пернаджі-Айл (Pernagie Isle),  Лайон-Рок (Lion Rock), Великий Меррік-Ледж (Great Merrick Ledge), Марр-Рок (Murr Rock), Іст-Креґ'єлліс (East Craggyellis), Ґатерз-Айленд (Guthers Island), Гаєр-Ледж (Higher Ledge), Сент-Мартінз-Флетс (St.Martin`s Flats), Крузерс-Пойнт (Cruther`s Point),  Інгліш-Айленд (English Island), Норнур (Nornour),  Чімні-Рок (Chimney Rock),  Сент-Мартінз-Гед (St.Martin`s Head), Гард-Льюїс-Рокс (Hard Lewis Rocks), Полрет (Polreath), невеликий архіпелаг Східні острови.
| Зображення | Українська назва  | Англійська назва   | Площа | Координати                                                          | Примітки                                         |
| ---------- | ----------------- | ------------------ | ----- | ------------------------------------------------------------------- | ------------------------------------------------ |
|            | Галфтайд-Леджес   | Halftide Ledges    |       | 49°54′7″ пн. ш. 6°21′32″ зх. д. / 49.90194° пн. ш. 6.35889° зх. д.  | Група з 4 скель на північ від острова Сент-Агнес |
|            | Пікет-Рокк        | Picket Rock        |       | 49°56′31″ пн. ш. 6°23′20″ зх. д. / 49.94194° пн. ш. 6.38889° зх. д. |                                                  |
|            | Броуд-Ледж        | Broad Ledge        |       | 49°57′19″ пн. ш. 6°17′55″ зх. д. / 49.95528° пн. ш. 6.29861° зх. д. | Надводна скеля, частина більшої підводної гори   |
|            | Касл-Брає         | Castle Bryher      |       | 49°56′37″ пн. ш. 6°22′24″ зх. д. / 49.94361° пн. ш. 6.37333° зх. д. |                                                  |
|            | Кроу-Айленд       | Crow Island        |       | 49°57′3″ пн. ш. 6°21′56″ зх. д. / 49.95083° пн. ш. 6.36556° зх. д.  |                                                  |
|            | Біґал-оф-Ґорріґан | Biggal of Gorregan |       | 49°52′19″ пн. ш. 6°23′12″ зх. д. / 49.87194° пн. ш. 6.38667° зх. д. |                                                  |
|            | Мелледжен         | Melledgan          |       | 49°52′30″ пн. ш. 6°22′11″ зх. д. / 49.87500° пн. ш. 6.36972° зх. д. |                                                  |
|            | Гатерс            | Guthers Island     |       | 49°57′01″ пн. ш. 6°17′49″ зх. д. / 49.95028° пн. ш. 6.29694° зх. д. |                                                  |

Знаходячись в Кельтському морі острови омиваються його водами та протоками, поміж собою: Сент-Мері Саунд (St.Mary`s Sound), Сміт Саунд (Smith Sound), Брод Саунд (Broad Sound), Зе-Роуд (The Road), Кроу Саунд (Crow Sound), Норз Вест Пассаж (North West Passage).

## Клімат

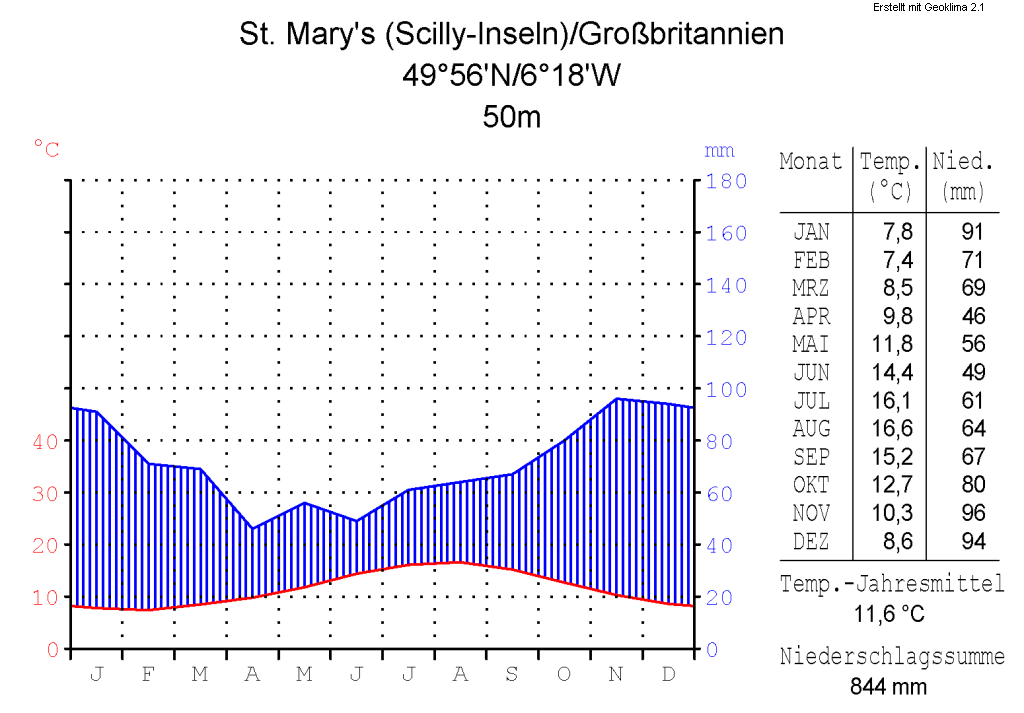

Клімат вологий протягом усього року, середньомісячні температури — від +7,4° С в лютому до +16,6 °C. Середньорічна температура — +11,6 °C. 
Узимку випадає сніг, але дуже рідко (12 січня 1987 року випало 23 см, що є максимумом для архіпелагу). Найнижча температура за всю історію −6,4 ° С була зафіксована 13 січня 1987 року, найвища +27,8 °C — 16 червня 1947 року. Негативна температура повітря спостерігається в середньому 10 днів на рік.
Вітри переважно помірні або помірні до сильних. 
На архіпелазі сонце світить в середньому 1805 годин на рік.
| Клімат St Mary's Heliport, 1981–2010 averages | Клімат St Mary's Heliport, 1981–2010 averages | Клімат St Mary's Heliport, 1981–2010 averages | Клімат St Mary's Heliport, 1981–2010 averages | Клімат St Mary's Heliport, 1981–2010 averages | Клімат St Mary's Heliport, 1981–2010 averages | Клімат St Mary's Heliport, 1981–2010 averages | Клімат St Mary's Heliport, 1981–2010 averages | Клімат St Mary's Heliport, 1981–2010 averages | Клімат St Mary's Heliport, 1981–2010 averages | Клімат St Mary's Heliport, 1981–2010 averages | Клімат St Mary's Heliport, 1981–2010 averages | Клімат St Mary's Heliport, 1981–2010 averages | Клімат St Mary's Heliport, 1981–2010 averages |
| Показник                                      | Січ.                                          | Лют.                                          | Бер.                                          | Квіт.                                         | Трав.                                         | Черв.                                         | Лип.                                          | Серп.                                         | Вер.                                          | Жовт.                                         | Лист.                                         | Груд.                                         |                                               |
| Абсолютний максимум, °C                       | 15,3                                          | 16,7                                          | 19,6                                          | 20,9                                          | 23,8                                          | 26,1                                          | 26,8                                          | 27,8                                          | 24,7                                          | 22,3                                          | 18,3                                          | 17,3                                          |                                               |
| Середній максимум, °C                         | 9,7                                           | 9,7                                           | 10,8                                          | 12,3                                          | 14,5                                          | 17,1                                          | 19,2                                          | 19,7                                          | 18,0                                          | 14,7                                          | 12,1                                          | 10,4                                          |                                               |
| Середня температура, °C                       | 8,0                                           | 7,9                                           | 8,8                                           | 9,8                                           | 12,0                                          | 14,5                                          | 16,5                                          | 16,9                                          | 15,5                                          | 12,7                                          | 10,3                                          | 8,7                                           |                                               |
| Середній мінімум, °C                          | 6,2                                           | 6,0                                           | 6,7                                           | 7,2                                           | 9,4                                           | 11,9                                          | 13,8                                          | 14,1                                          | 12,9                                          | 10,6                                          | 8,5                                           | 6,9                                           |                                               |
| Абсолютний мінімум, °C                        | −7,2                                          | −4,3                                          | −3,2                                          | −1,6                                          | 1,2                                           | 5,6                                           | 8,6                                           | 9,3                                           | 6,4                                           | 3,2                                           | 0,0                                           | −4,2                                          |                                               |
| Середня кількість сонячних годин на місяць    | 58,8                                          | 79,8                                          | 124,4                                         | 192,4                                         | 218,5                                         | 206,3                                         | 204,1                                         | 203,4                                         | 160,1                                         | 113,0                                         | 74,6                                          | 54,4                                          |                                               |
| Норма опадів, мм                              | 94.8                                          | 69.7                                          | 61.7                                          | 54.6                                          | 47.8                                          | 47.8                                          | 63.4                                          | 67.2                                          | 67.4                                          | 96.6                                          | 95.9                                          | 98.2                                          |                                               |
| Днів з опадами                                | 14,5                                          | 13,0                                          | 11,5                                          | 10,4                                          | 8,5                                           | 6,9                                           | 8,9                                           | 9,7                                           | 10,2                                          | 14,4                                          | 14,9                                          | 15,2                                          |                                               |
| --------------------------------------------- | --------------------------------------------- | --------------------------------------------- | --------------------------------------------- | --------------------------------------------- | --------------------------------------------- | --------------------------------------------- | --------------------------------------------- | --------------------------------------------- | --------------------------------------------- | --------------------------------------------- | --------------------------------------------- | --------------------------------------------- | --------------------------------------------- |

## Галерея

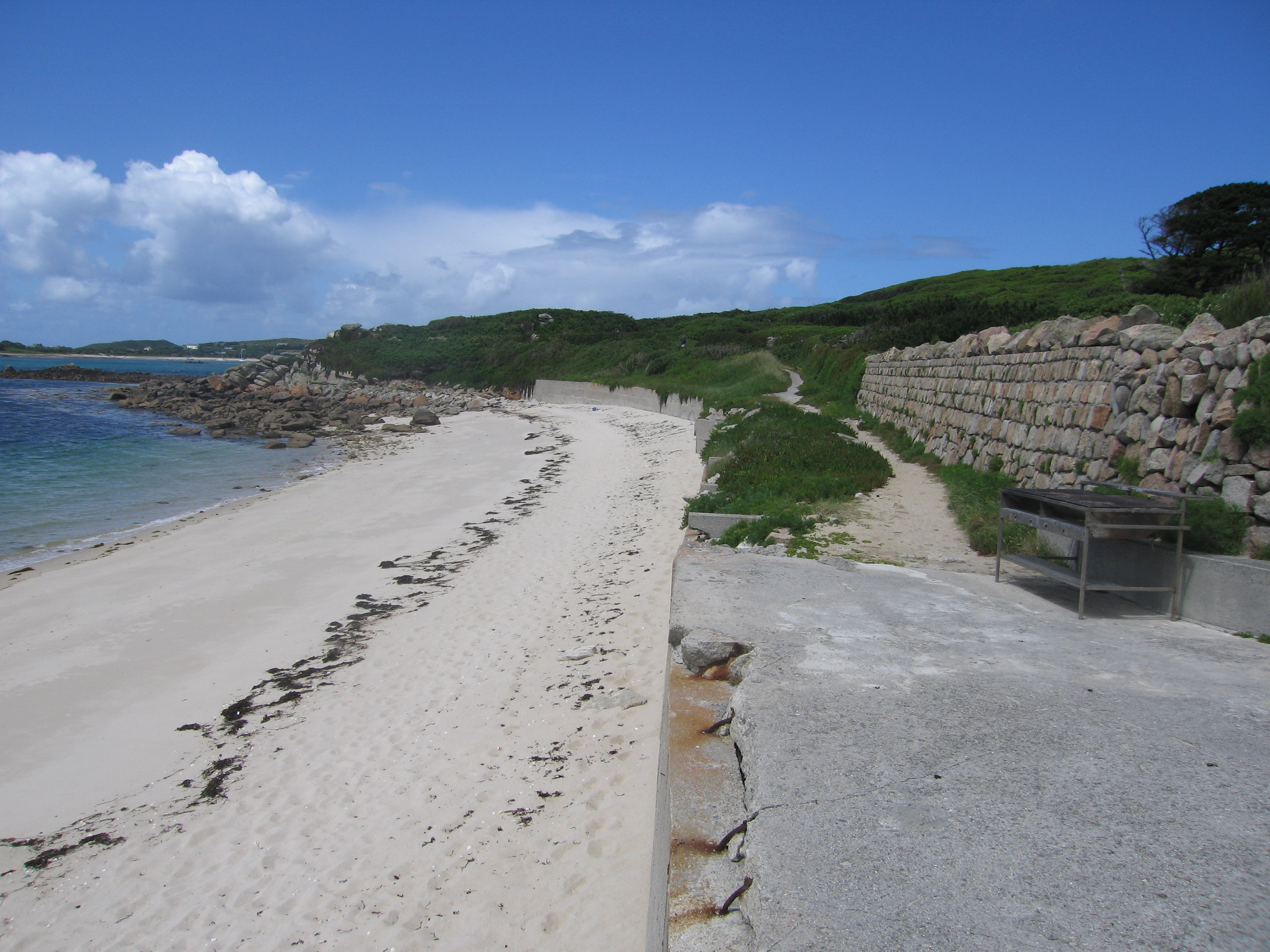
Пляж на острові Треско
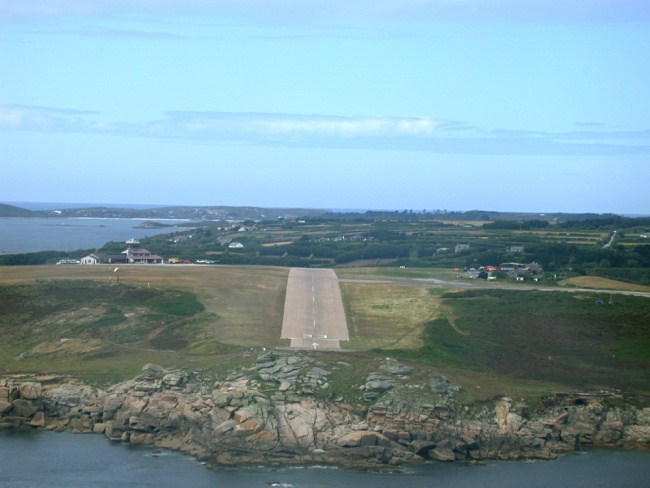
Аеропорт на острові Сент-Меррі
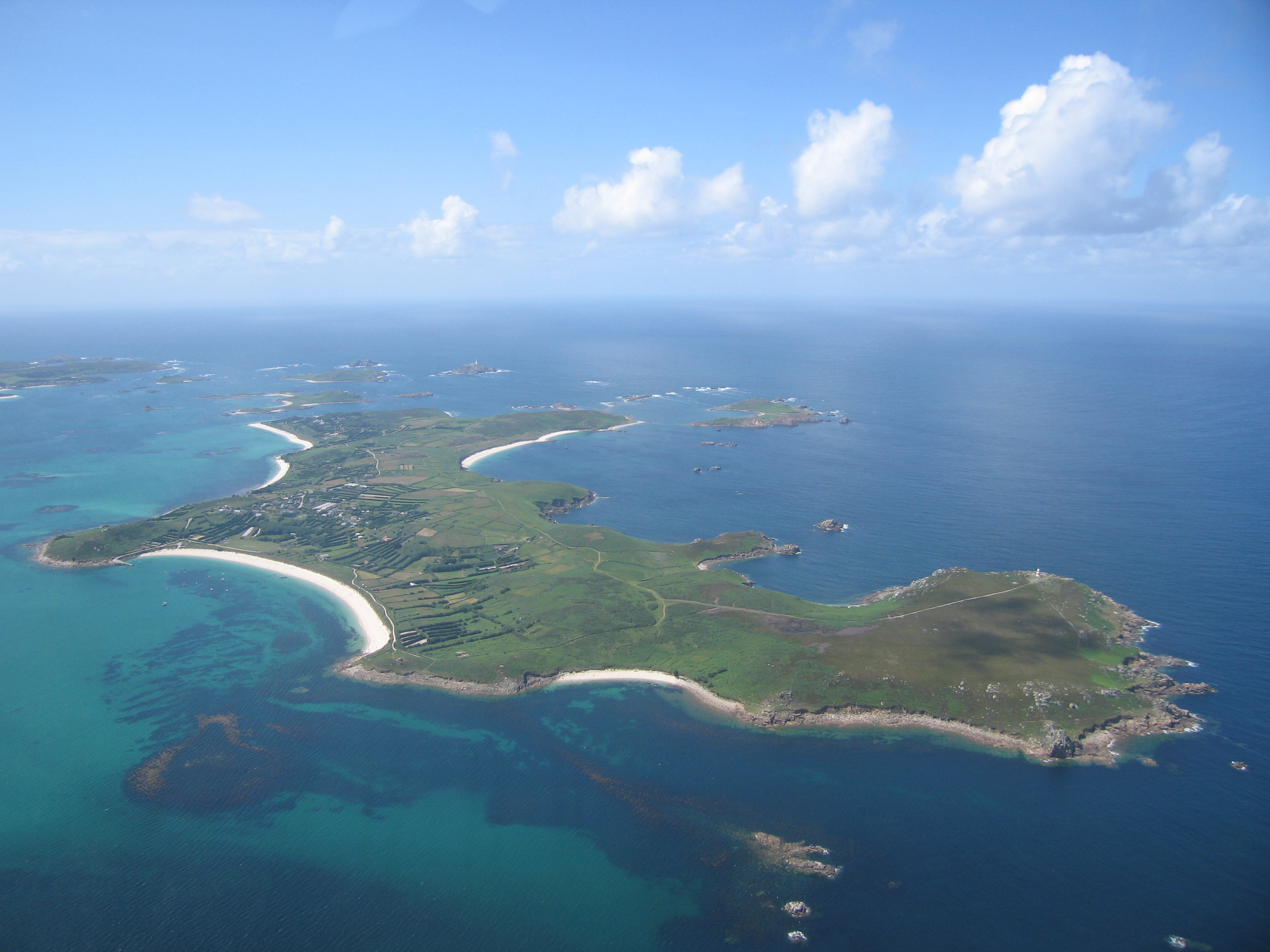
Острів Сент-Мартінс з висоти пташиного польоту
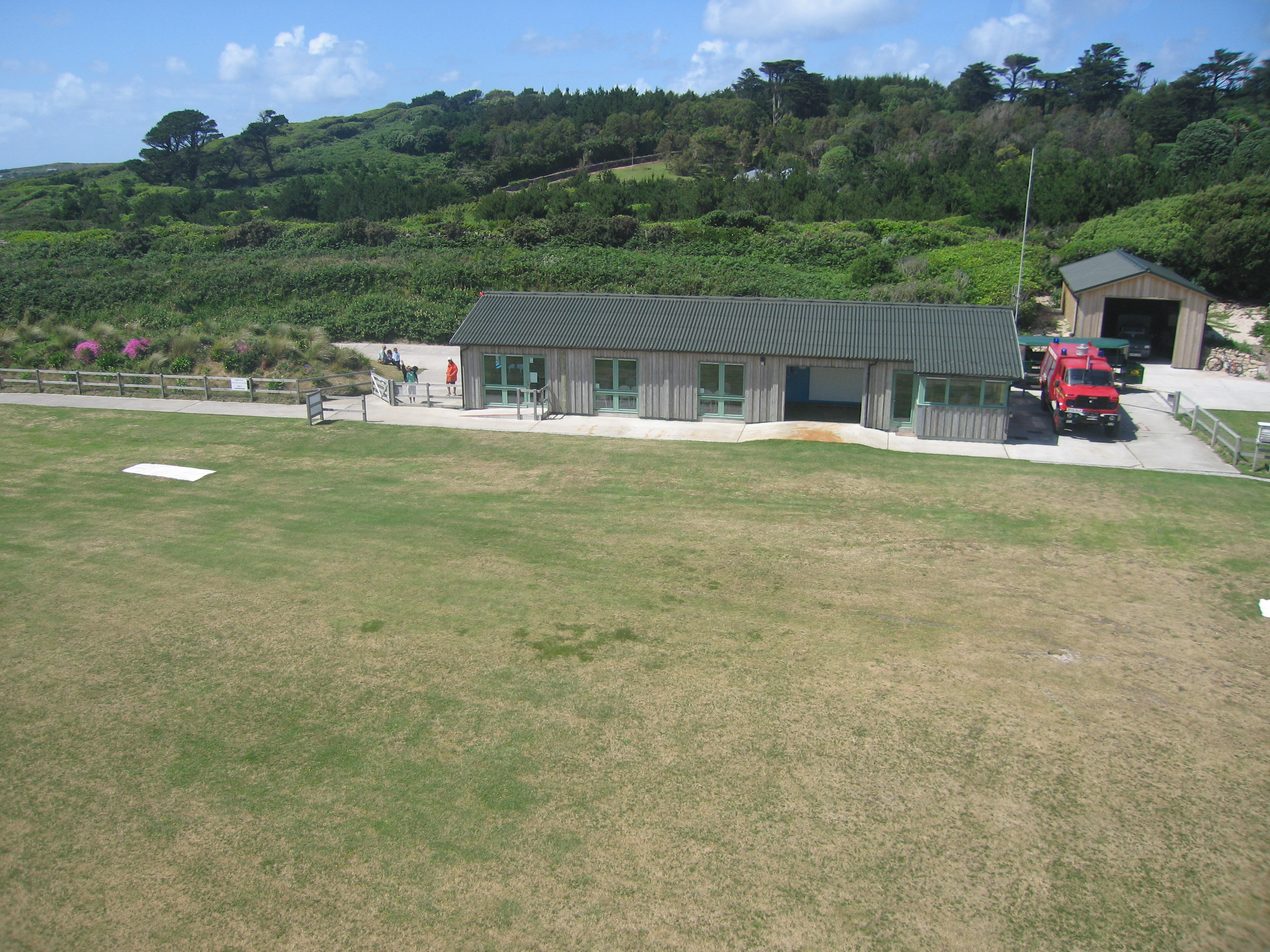
Вертолітний майданчик на острові Треско

## Цікаві факти
- На цих островах король Норвегії Олаф I Трюггвасон прийняв християнство у місцевого ченця-самітника, після чого почалася християнізація вікінгів.
- Архіпелаг перебував у стані війни з Нідерландами до 1986 року.
- На островах існують два футбольні клуби, які розігрують між собою чемпіонат і три кубки.[3]